# Haldorus appendiculatus
Haldorus appendiculatus är en insektsart som beskrevs av De Menezes 1974. Haldorus appendiculatus ingår i släktet Haldorus och familjen dvärgstritar. Inga underarter finns listade i Catalogue of Life.